# 兀都思不花
兀都思不花（羅馬化：Odos buqa，？—1321年），元仁宗庶子，元英宗弟。
延祐二年（1315年），封安王，赐兽纽金印。四年（1317年），置王傅。五年（1318年），以湖州路为分地，其户数参照魏王阿木哥。元英宗即位，降封顺阳王，不久赐死。遣怯薛歹定住查收王府资财，纳入章佩监。

## 延伸阅读
[在维基数据编辑]
 《新元史/卷114》，出自柯劭忞《新元史》